# Sitatunga sawannowa
Sitatunga sawannowa (Tragelaphus spekii) – gatunek średniej wielkości ssaka parzystokopytnego z rodziny wołowatych.

## Występowanie i biotop
Obecny zasięg występowania gatunku obejmuje obszary Afryki Środkowej i Zachodniej.
Jego siedliskiem są podmokłe tereny (bagna, trzęsawiska) oraz wilgotne lasy równikowe wokół jezior i wzdłuż rzek.

## Charakterystyka ogólna
| Podstawowe dane         | Podstawowe dane                    |
| ----------------------- | ---------------------------------- |
| Długość ciała           | 115–170 cm                         |
| Wysokość w kłębie       | 75–125 cm                          |
| Długość ogona           | 18–30 cm                           |
| Masa ciała              | samce - 70-120 kg samice 40-105 kg |
| Dojrzałość płciowa      | 1-2,5 roku                         |
| Ciąża                   | 225-258 dni                        |
| Liczba młodych w miocie | 1                                  |
| Długość życia           | 19 lat (w niewoli)                 |
| Liczba chromosomów      | 2n=30                              |

### Wygląd
Ubarwienie zmienne, zależnie od regionu, może być różne u poszczególnych osobników. U dorosłych samców zwykle szare lub prawie czarne, u samic i niedojrzałych samców czerwonopłowe. U obu płci występują białe znakowania na części twarzowej głowy oraz białe pasy i cętki na reszcie ciała. U dojrzałych samców pojawia się biała pręga na grzbiecie i skąpa grzywa. Nogi długie i smukłe, zakończone wąskimi i długimi racicami, stanowiącymi przystosowane do poruszania się po terenie podmokłym i grząskim. Uszy średniej wielkości. 
Wyraźnie zaznaczony dymorfizm płciowy - samce są zauważalnie większe od samic, różnią się ubarwieniem i u samców występują lekko skręcone (1-1,5 obrotu), śrubowate rogi o długości 45–92 cm.

### Tryb życia
Prowadzą osiadły tryb życia. Są aktywne zarówno w dzień, jak i w nocy. Żyją samotnie, w parach lub małych grupach. Samice formują luźne stada. Młode samce również spotykane są w luźno powiązanych grupach. Dorosłe samce bytują samotnie i - poza okresem rozrodu - unikają kontaktów z innymi osobnikami.
Sitatungi często odpoczywają na legowiskach utworzonych przez wielokrotne obracanie się w miejscu i udeptywanie podłoża. Dobrze pływają, w obawie przed zagrożeniem uciekają do wody, zanurzając się po nozdrza. Na twardym podłożu poruszają się wolno i niezdarnie.
Sitatungi nie wykazują zachowań terytorialnych. Na zajmowanym obszarze poruszają się ustalonymi ścieżkami. Komunikują się za pomocą głosu, wydając dźwięki przypominające szczekanie. Sygnały te są prawdopodobnie sygnałami ostrzegawczymi lub wskazują innym osobnikom zajmowane położenie. Samce podążające za samicami w okresie rui wydają odgłosy podobne do stłumionego ryczenia.
Tragelaphus spekii jest gatunkiem roślinożernym. Preferuje rośliny wodne oraz rośliny w okresie kwitnienia.
Długość życia w warunkach naturalnych nie jest znana. W ogrodach zoologicznych żyją do 19 lat.

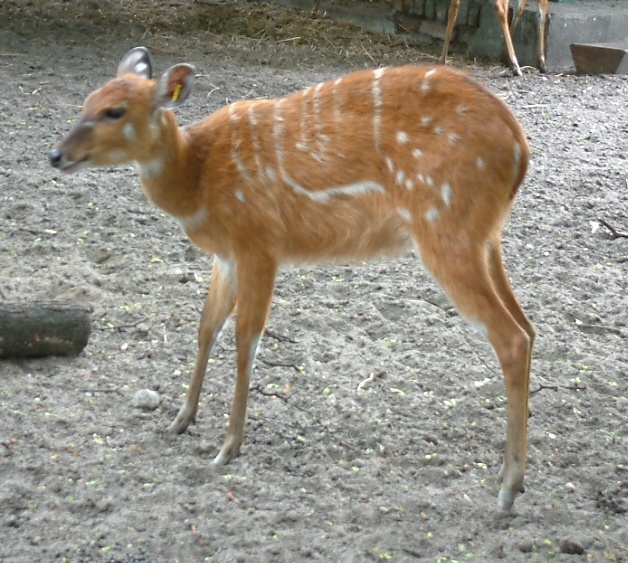
Tragelaphus spekei gratus - samica

### Rozród
Samice dojrzewają w drugim roku życia, a samce pomiędzy 1,5-2,5 roku. Zdolność do rozrodu wykazują przez cały rok. Po około 8-miesięcznej ciąży samica rodzi w odosobnionym miejscu jedno młode, które ukrywa na suchej kępie wśród wysokich trzcin. Ubarwienie cieląt jest podobne do ubarwienia matki. Młode pozostają przy matce przez 6 miesięcy podążając tuż za nią i ucząc się poruszania po grząskim terenie. W wieku około 4 miesięcy młodym samcom zaczynają wyrastać rogi.
Pokrewieństwo z buszbokiem jest na tyle bliskie, że gatunki te mogą się krzyżować. 

## Podgatunki
Wyróżniane podgatunki:

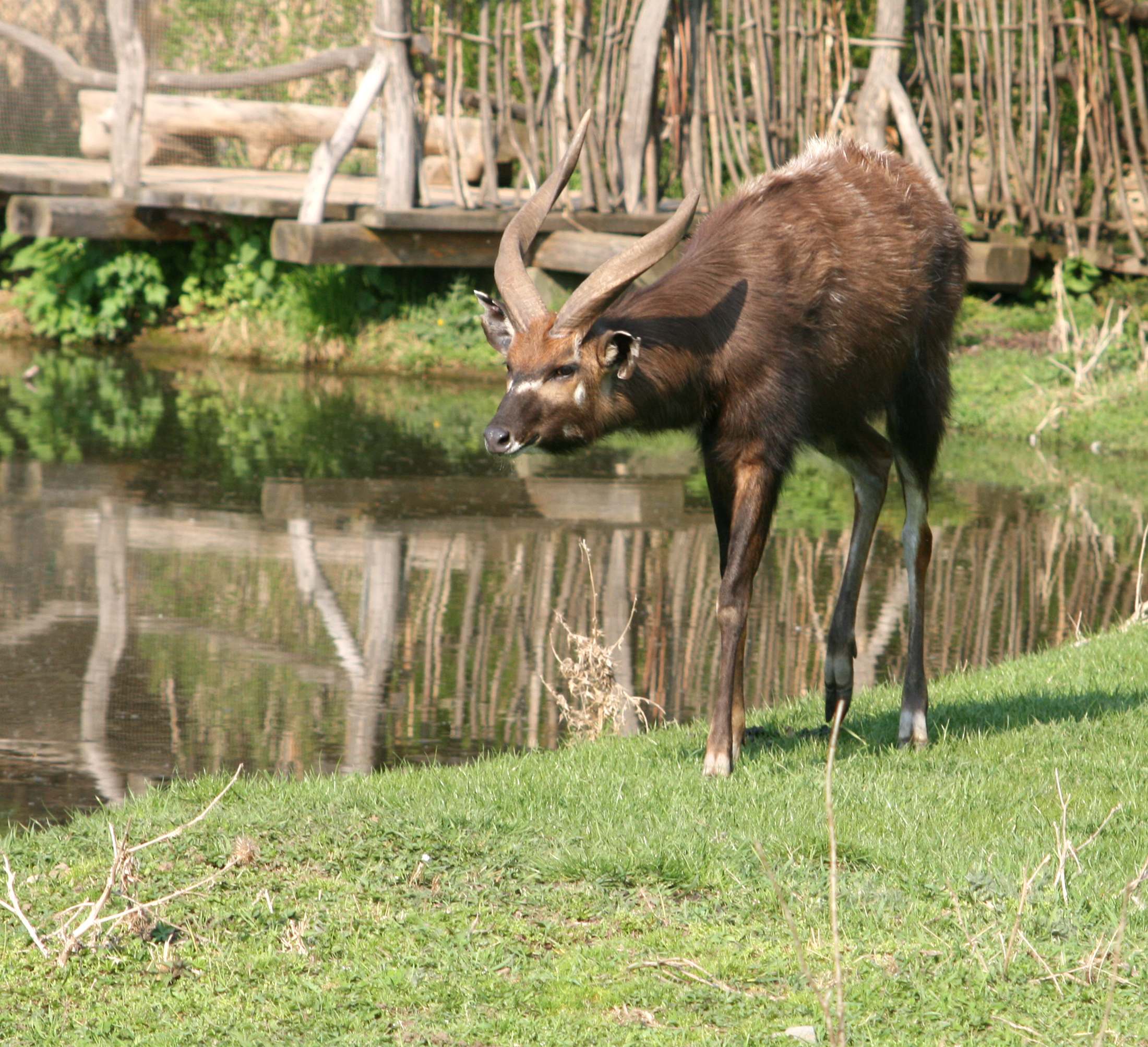
Zoo Praha

- Tragelaphus spekii spekii - pogranicze Demokratycznej Republiki Konga i Tanzanii, Rwanda, Uganda, Sudan Południowy i zachodnia Kenia[6]
- Tragelaphus spekii gratus - Afryka Środkowa, zachodnie krańce Afryki Zachodniej[7]
- Tragelaphus spekii selousi - południowo-wschodnia Angola, północna Botswana, południowo-wschodnia Demokratyczna Republika Konga, Namibia, Tanzania i Zambia[8]
- Tragelaphus spekii sylvestris - archipelag wysp Ssese w północno-zachodniej części Jeziora Wiktorii, podgatunek słabo poznany, nie jest wykluczone, że to lokalna forma T. s. spekii[9]

Wskazywany jako piąty podgatunek T. s. larkenii jest obecnie traktowany jako synonim T. spekii.

## Znaczenie
Poławiane dla mięsa i skór. Myśliwi wykorzystują skłonność zwierzęcia do poruszania się stałymi ścieżkami oraz do ukrywania się w wodzie, gdzie są zabijane z łodzi.
Specyficzny, związany ze środowiskiem wodnym, tryb życia tych zwierząt zwiększa zainteresowanie ogrodów zoologicznych, które zajmują się badaniem ich biologii.
Sitatunga jest nosicielem pasożytów - przywr z rodzaju Schistosoma.

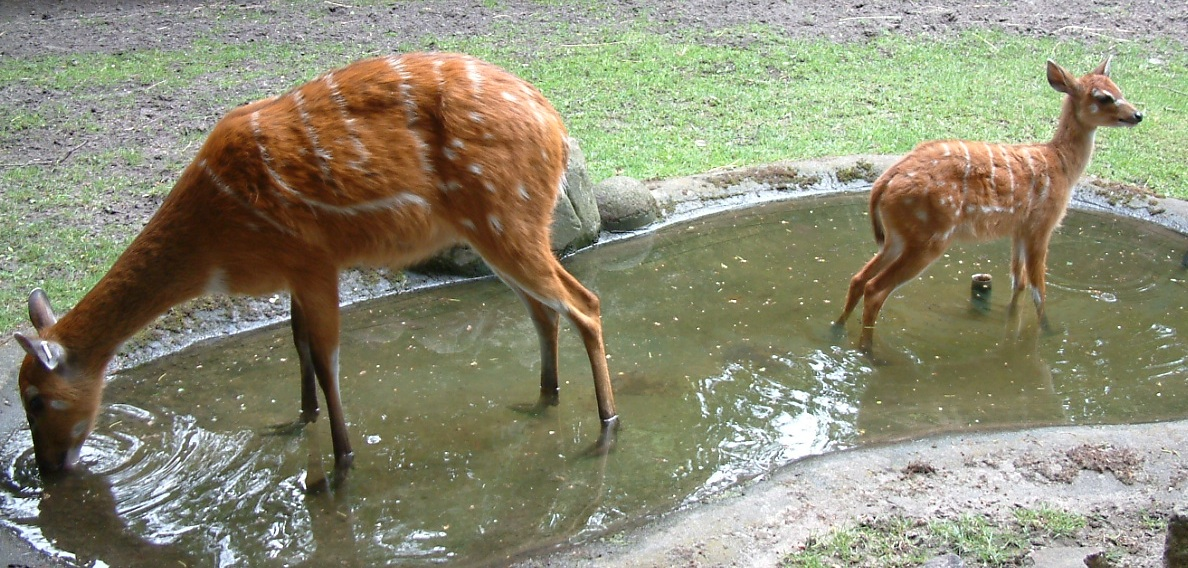
Samica z młodym

## Zagrożenia i ochrona
Sitatungi stanowią pokarm większych drapieżników - lwów, lampartów i likaonów.
Największe zagrożenie dla tej antylopy stanowi osuszanie terenów podmokłych. Na wielu osuszonych przez człowieka obszarach sitatungi wymarły. Liczebność dzikiej populacji nie jest znana. W ogrodach zoologicznych zanotowano 486 osobników (stan z 2007), wśród których dominuje podgatunek zachodni T. s. gratus. Gatunek nie jest obecnie objęty konwencją waszyngtońską  CITES. Wcześniej (do 2007) był wykazywany w załączniku III.
W Czerwonej księdze gatunków zagrożonych Międzynarodowej Unii Ochrony Przyrody i Jej Zasobów został zaliczony do kategorii LC (last concern - niższego ryzyka).